# 世界学生节
世界學生節也被稱為國際學生日。是全世界學生的節日。現在每年的11月17日，世界各地的學生都會組織集会，呼籲和平、民主、反戰。
第一次世界学生节是1942年11月17日。这个日期起源于1939年11月17日，德国军队入侵捷克斯洛伐克，布拉格大学等多家大学的学生和教师在布拉格游行示威。德国军队镇压学生游行，并杀害了布拉格大学的2位教授和9名学生，其餘被捕學生被流放至納粹集中營。1942年11月17日，世界各国学生代表在华盛顿特区集会哀悼，并宣布每年11月17日是世界学生节。
世界学生节在第二次国共内战中也被充分利用做宣传工具。例如1946年世界学生节，新华社发表社论，反对国民政府迫害学生。